# أندرو ويغينز
أندرو ويغينز مواليد 23 فبراير 1995، هو لاعب كرة سلة كندي يلعب مع فريق قولدن ستيت واريورز في الرابطة الوطنية لكرة السلة ويحمل الرقم 22. يبلغ طوله 6 قدم 8 بوصة (2.0 م).

## فرق لعب لها
- مينيسيوتا تيمبر وولفز
- غولدن ستايت ووريورز

## روابط خارجية
- أندرو ويغينز على موقع الاتحاد الدولي لكرة السلة (الإنجليزية)
- أندرو ويغينز على موقع إن بي أي (الإنجليزية)
- أندرو ويغينز على موقع سبورتس رفرنس (الإنجليزية)
- أندرو ويغينز على موقع كرة السلة الأوروبية.كوم (الإنجليزية)
- أندرو ويغينز على موقع إي إس بي إن.كوم (الإنجليزية)
- أندرو ويغينز على موقع كلية كرة السلة في سبورتس رفرنس.كوم (الإنجليزية)
- أندرو ويغينز على موقع ريلجم (الإنجليزية)
- أندرو ويغينز على موقع بروبوليرز (الإنجليزية)